# Neurigona henana
Neurigona henana är en tvåvingeart som beskrevs av Wang, Yang och Patrick Grootaert 2007. Neurigona henana ingår i släktet Neurigona och familjen styltflugor. Inga underarter finns listade i Catalogue of Life.